# Lo Pin (Tarn i Garona)
Lo Pin (en francès Le Pin) és un municipi francès situat al departament de Tarn i Garona i a la regió d'Occitània.

## Demografia
| 1962                                       | 1968 | 1975 | 1982 | 1990 | 1999 | 2007 | 2012 | 2015 |
| ------------------------------------------ | ---- | ---- | ---- | ---- | ---- | ---- | ---- | ---- |
| 144                                        | 147  | 150  | 107  | 127  | 128  | 119  | 126  | 123  |
| Des de 1962: població sense dobles comptes |      |      |      |      |      |      |      |      |

## Administració
| Període           | Identitat        | Partit |
| ----------------- | ---------------- | ------ |
| març 2001 - 2014  | Renée Larochette |        |
| 2014 - actualitat | Stéphan Ratto    |        |